# Thomas Betterton

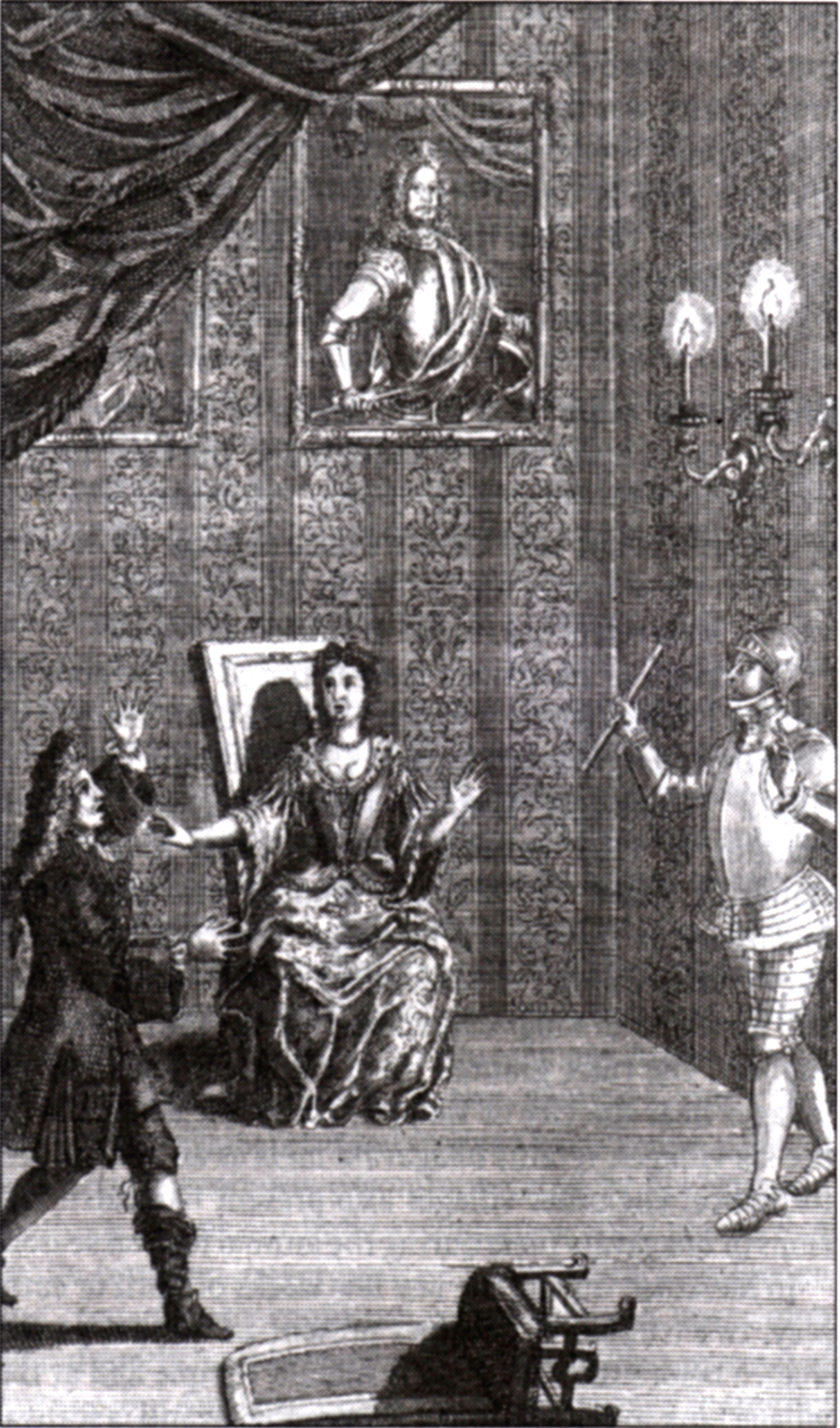
Thomas Betterton interpretando a Hamlet

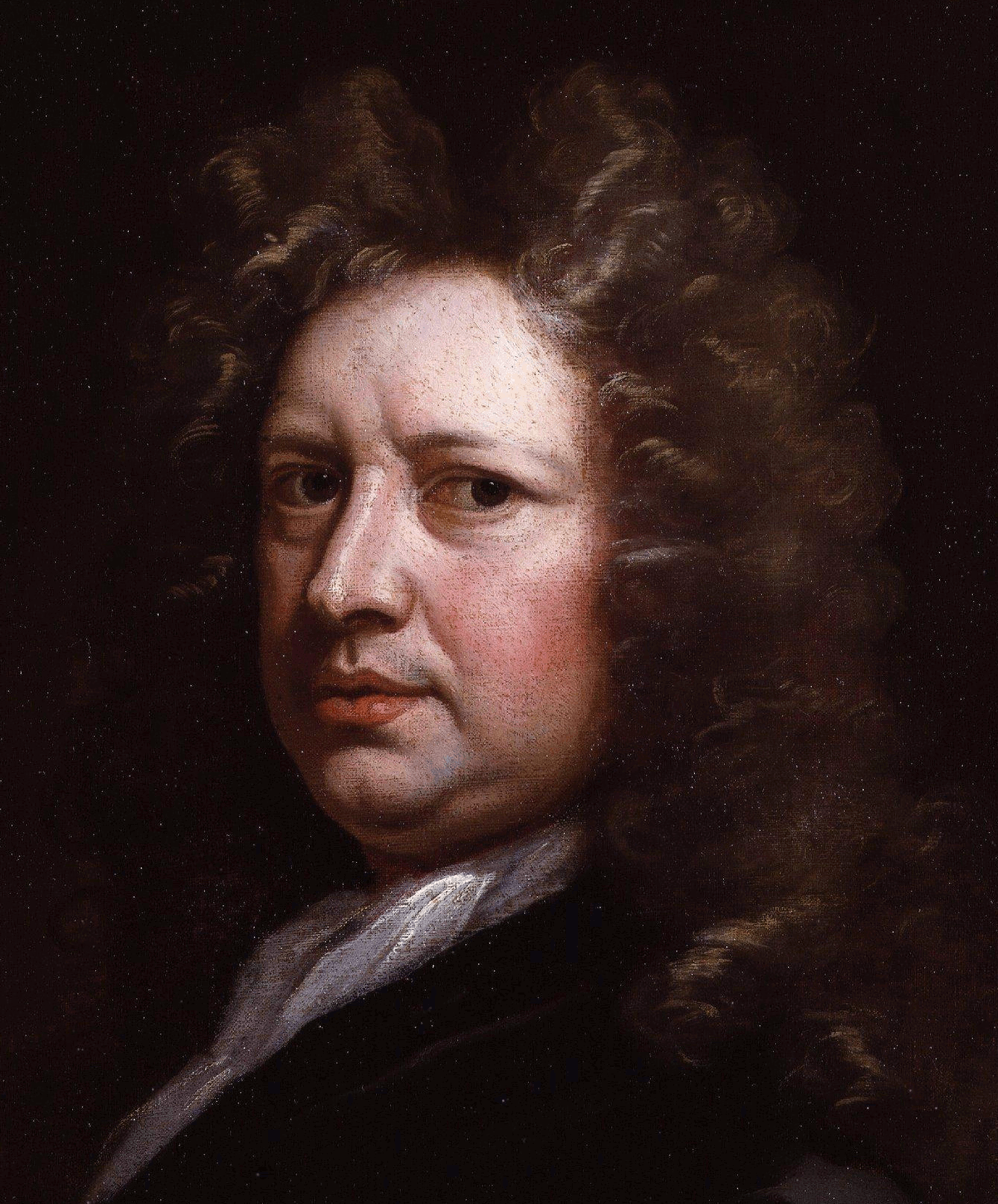
Thomas Betterton, retrato de Sir Godfrey Kneller.

Thomas Betterton, (Londres c. 1635 - 28 de abril de 1710) fue un actor de la comedia británica durante el periodo de la Restauración.
Hijo de un cocinero del rey Carlos I, trabajó durante su juventud como aprendiz de John Holden, editor del dramaturgo William Davenant y más tarde junto a un librero de nombre Rhodes (aunque este dato no está plenamente confirmado) que tenía por costumbre asistir a un teatro en el barrio londinenses de Blackfriars. Rhodes obtuvo en 1659 una autorización para montar una compañía en el Cockpit, un teatro situado en Drury Lane. Fue entonces cuando Betterton inició su carrera en los escenarios. 
Su talento fue reconocido y muy pronto obtuvo papeles importantes. Al inaugurarse un nuevo teatro en 1661 del que Davenant poseía los derechos de explotación, contrató a Betterton y a toda la compañía de Rhodes para representar la obra Siege of Rhodes. Además de ser un actor muy popular entre el público. Betterton contaba con el aprecio de Carlos II, quien le envió en misión hasta París para que estudiara las innovaciones en el arte teatral. Según Colley Cibber, tras su regreso se empezaron a utilizar en el teatro inglés los decorados móviles en lugar de los decorados pintados tradicionales.
En 1693, con la ayuda de unos amigos, construyó un nuevo teatro (The New Playhouse) en el parque de Lincoln's Inn Fields. La sala abrió sus puertas en 1695 con la representación de la obra Love For Love de William Congreve en la que Betterton interpretaba el papel de Valentine. Al cabo de unos años la sala, sin embargo, estaba csi en quiebra y Betterton, afectado por los problemas de salud, especialmente por la gota, decidió retirase de los escenarios. Dio su última representación en 1710 en el papel de Melantius de la obra The Maid's Tragedy. Murió el 28 de abril de ese mismo año. Está enterrado en la abadía de Westminster.
Thomas Betterton era un hombre de apariencia atlética y con una potente voz que supo utilizar con gran habilidad. Su repertorio incluía numerosas obras de Shakespeare así como obras de William Davenant, John Dryden o Thomas Shadwell.
- Datos: Q1511187
- Multimedia: Thomas Betterton / Q1511187